# شهرستان پایت (آیداهو)
شهرستان پایت، آیداهو (به انگلیسی: Payette County, Idaho) یک سکونتگاه مسکونی در ایالات متحده آمریکا است که در آیداهو واقع شده‌است.

## خصوصیات
شهرستان پایت ۱٬۰۶۱٫۹ کیلومترمربع مساحت دارد.